# Finn och Fiffi

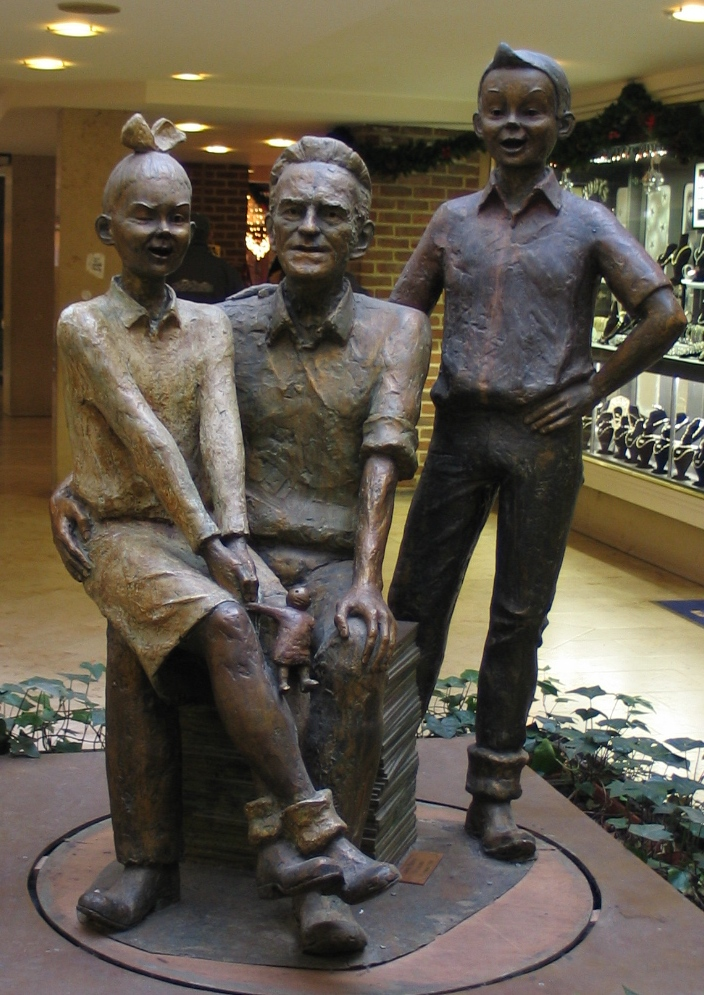
En staty av Willy Vandersteen i ett affärscenter i Hasselt, Belgien. Fiffi sitter i Vandersteens knä och Finn står till höger.

Finn och Fiffi (Suske en Wiske) är en belgisk (flamländsk) serie. Den startades 1945 som Rikki en Wiske av Willy Vandersteen och utgavs på förlaget N.V. Scriptoria i Antwerpen, Belgien. Den svenska översättningen gjordes av Ingrid Emond. 

## Historik
Redan efter det första äventyret (inte utgivet på svenska) försvann Fiffis storebror Rikki och ersattes av den föräldralöse Finn, som mycket snabbt blev en oskiljaktig följeslagare till Fiffi. (Rikkis plötsliga försvinnande förklarades inte, och nämndes faktiskt inte ens, förrän 2003 i äventyret De gevangene van Prisonov.)
Serien övertogs under tidigt 1970-tal av Paul Geerts, som i sin tur lämnade över serien till Marc Verhaegen 2001. Den utges fortfarande på nederländska och franska och kan bland annat läsas i den Antwerpenbaserade morgontidningen De Standaard.
Den 18 februari 2004 hade spelfilmen Suske en Wiske - De duistere diamant biopremiär i Belgien. Filmen, som byggde på albumet "Den mörka diamanten", blev ingen succé och visades aldrig i Sverige. En 3D-animerad film med titeln Luke and Lucy: The Texas Rangers släpptes i juli 2009, den producerades av Skyline Entertainment med en budget på €9 miljoner, det var tänkt att vara den första i en serie på 13 filmer. Den släpptes på DVD och Blu-Ray 2011 dock inte i Sverige.
Serien har givits ut i en produktionstakt med ett flertal utgåvor per år under decennier i Belgien, och är nu uppe i över 300 album; det ska dock påpekas att den "moderna" utgåvan börjar med nr. 67, och att de flesta äldre album tecknats om under nya nummer. Dessutom har det getts ut spinoff-serier, som skämtserier med Lamholt eller Fiffis docka Lisa, och en  serie med Ferom.

## Personer
Följande beskrivningar är citat från seriealbumens baksida:
- Finn (Suske) Trevlig ung man; Anser att han måste beskydda Fiffi, något som är lättare sagt än gjort.
- Fiffi (Wiske) Ung, tuff och handlingskraftig tjej. Mycket godhjärtad och moderlig. Sviker aldrig sin docka, Lisa.
- Lisa (Schanulleke) Fiffis docka. Får stå ut med mycket, men kan alltid lita på Fiffis stora kärlek.
- Ferom (Jerom) Urman från gångna tider med järnvilja och dubbla stålmuskler; En naturkraft.
- Lamholt (Lambik) Ogift medelålders man; Alltid beredd att utföra hjältedåd. Otroligt stark och stilig (tycker han själv); Gör vad som faller honom in.
- Tant Klara (Tante Sidonia) Fräsig fröken med fin näsa för spännande äventyr. Omtyckt fostermor till Finn och Fiffi. Specialitet: att dyka upp oväntat.
- Professor Snillén (Professor Barabas) Finurlig uppfinnare och allas vän.

Bland återkommande bifigurer märks bland andra det alkoholiserade spöket Robert Antigone (Finns förfader) och superskurken Krimson.

## Seriealbum
Följande album utgavs av Skandinavisk press 1978-1984 (det nederländska originalets titel inom parentes – dock översattes de svenska utgåvorna från den franska översättningen):
1. Den lysande bumerangen (De blinkende boemerang)
2. Den flygande sängen (Het vliegende bed)
3. Druviternas budskap (De Kwakstralen)
4. Träddoktorn (De boze boomzalver)
5. Den sällsamma ringen (De wilde weldoener)
6. Den okända ön (Het eiland Amoras)
7. Djungelblomman (De junglebloem)
8. Cirkuskungen (De circusbaron)
9. Den magiska strålen (De sprietatoom)
10. Det surrande ägget (Het zoemende ei)
11. Det farliga spelet (De gekke gokker)
12. Det mystiska landet (Het mini-mierennest)
13. Ballongmysteriet (De zingende zwammen)
14. Den gåtfulla katten (De koddige kater)
15. Stenätarna (De steensnoepers)
16. Robotarna från rymden (De wolkeneters)
17. Piraternas skatt (De geverniste zeerovers)
18. Det mystiska giftet (De sputterende spuiter)
19. Statyernas hemlighet (Het brommende brons)
20. Guldplaneten (De minilotten van Kokonera)
21. Loket i vilda västern (De gouden locomotief)
22. Den gäckande tjuven (De gladde Glipper)
23. Det hemlighetsfulla slottet (De kaartendans)
24. Spökborgen (De maffe maniak)
25. Den förhäxade harpan (De zeven snaren)
26. Guldets makt (De poenschepper)
27. Den mörka diamanten (De duistere diamant)
28. Fällan (De klankentapper)
29. Den flygande apan (De vliegende aap)
30. Trädets hemlighet (De bevende Baobab)
31. Ljudmonstret (De bokkige bombardon)
32. Den fantastiska hästen (Het ros Bazhaar)
33. Texas skräck (De Texasrakkers)
34. Måndrottningen (De Efteling-elfjes)
35. Apornas fest (De apekermis)
36. Drakprinsen (De nare varaan)
37. Det sjungande ljuset (De zingende kaars)
38. Den förtrollade hästen (Het rijmende paard)
39. Drömtjuven (De dromendiefstal)
40. Nöjesfältet (Tedere Tronica)
41. Hundarnas paradis (Het hondenparadijs)
42. Spökskeppet (De kleppende klipper)
43. Det rytande berget (De brullende berg)
44. Stålfisken (De IJzeren Schelvis)
45. Jakten på trollspöt (Beminde Barabas)
46. Totempålen (Twee toffe totems)
47. Reservkungen (De speelgoedzaaier)
48. Jakten på gastarna (De spokenjagers)
49. Den svarta svanen (De zwarte zwaan)
50. Guldcirkeln (De gouden cirkel)
51. Den magiska saxen (De kale kapper)
52. Vindarnas strid (De windbrekers)
53. Det sovande slottet (De schone slaper)
54. Den förhäxade flugan (De poppenpakker)
55. Molnets stad (Het drijvende dorp)
56. Operation Petroplis (De amoureuze amazone)
57. Päronprinsen (De perenprins)
58. Den bråkiga statyn (Het kregelige Ketje)
59. Den sista lyktgubben (Het laatste dwaallicht)
60. Regnbågsprinsessan (De regenboogprinses)
61. Trumslagarpojken (De toffe tamboer)
62. Koppartomtarna (De koperen knullen)
63. Den spjuveraktiga elefanten (De olijke olifant)
64. Den hjälpsamma fjärilen (De vlijtige vlinder)
65. Jakten på prinsessan (De snoezige Snowijt)
66. Den rödhårige jätten (De rosse reus)
67. De bråkiga grottmänniskorna (De Belhamel-bende)
68. Den ledsna duvan (De droevige duif)
69. Valen Willy (Walli de walvis)
70. Världens vackraste staty (Het statige standbeeld)
71. Kampen mot havet (Het Delta-duel)
72. På äventyr i Norden (De lieve Lilleham)

1990-92 gjorde Serieförlaget ett försök att återuppta utgivningen, men bara tre album kom ut:
1. Rädda noshörningarna (De rinoramp)
2. Målarkludden (De kleurenkladder)
3. Mozart blir kidnappad (Het wondere Wolfje)